# Upfront
Nell'industria televisiva nordamericana, l'upfront è una riunione di dirigenti delle reti televisive con la stampa e, cosa ancora più importante, con i grandi inserzionisti.
È così chiamata perché segnala l'inizio di un importante periodo per la vendita di pubblicità, che consente l'acquisto di spazi commerciali diversi mesi prima che inizi la stagione televisiva. 
Negli Stati Uniti, gli upfront delle grandi reti televisive (ABC, CBS, NBC, FOX, The CW) si verificano a New York, durante la terza settimana di maggio. Ogni giorno della settimana una rete televisiva diversa farà la sua presentazione. 
Le reti annunciano il palinsesto della nuova programmazione della prima serata autunnale, comprese le date indicative di lancio delle serie, cioè se da autunno o da metà stagione a gennaio.
La maggior parte dei canali via cavo anticipano gli upfront in primavera, ma l'attenzione della stampa per questi annunci è di solito molto blanda. 
Gli upfronts in Canada sono simili, ma si verificano durante la prima settimana di giugno, dopo che le reti canadesi hanno avuto la possibilità di acquistare i diritti per trasmettere le nuove serie statunitensi. Entrambi i canali, sia quelli via etere che quelli via cavo, fanno presentazioni, con un singolo evento per ogni gruppo proprietario di più canali.
In Italia, dal 2014, Sky Italia tiene a Milano gli "Sky Upfront", ovvero la presentazione dei palinsesti della stagione televisiva successiva. Sono presenti dirigenti, inserzionisti, giornalisti e conduttori di spicco della società.